# 本拠地
スポーツにおける本拠地（ほんきょち、英: Home（Sports））とは、そのチームやクラブにより指定され、主に使用するスタジアムや競技場のことである。

## 概要
スポーツでは、ホームはチームスポーツで識別される場所と開催地であり、ほとんどのプロチームは特定の都市圏にちなんで命名され、販売されている。アマチュアのチームは、特定の地域や学校および大学などの機関から名付けられる場合がある。彼らがその会場でプレーする場合は「ホームチーム」と言われる。チームが他の場所でプレーするとき、彼らはアウェーもしくはビジターとなる。また、ホームチームはホームカラーを着用する。